# Seznam ogroženih jezikov
Seznam ogroženih jezikov (z manj kot 1.000 govorcev ali z zelo visoko stopnjo upadanja)
Stran naj vsebuje povezavo na stran jezika, morebitni narod ali ljudstvo (državo), zemljepisni položaj in ocenjeno število govorcev ali stanje

## Ameriki
- vsi staroselski jeziki v ZDA razen navaščine

## Azija
- ainu (severna Japonska), 15 govorcev
- aramejščina (Libanon, Kurdistan)
- čukotščina (severovzhodna Sibirija, okoli 10.400 govorcev (2001))
- mandžurščina (Mandžurija, Ljudska republika Kitajska)

## Avstralija
- vsi aboriginski jeziki

## Evropa
- Evropska unija
  - alzaščina (Francija), zelo močno upadanje
  - aromunščina (Grčija), zelo močno upadanje
  - baskovščina (Francija), zelo močno upadanje
  - bretonščina (Francija), zelo močno upadanje
  - južnoitalijanska grščina (Italija), zelo močno upadanje
  - italščina  (judeoitalijanščina) (Italija), verjetno izumrl
  - jevanščina  (judeogrščina) (Grčija), verjetno izumrl
  - katalonščina (Francija), zelo močno upadanje
  - korzijščina (Francija), zelo močno upadanje
  - lužiška srbščina (Lužica, Nemčija), zelo močno upadanje
  - manska gelščina, Združeno kraljestvo, izredno malo govorcev
  - molizejščina  (Italija), zelo močno upadanje
  - okcitanščina (Francija), zelo močno upadanje
  - saamski jeziki  (Skandinavija), nekatera narečja imajo manj kot 100 govorcev
  - škotska gelščina (Velika Britanija), zelo močno upadanje
  - zahodna flamščina  (Francija), zelo močno upadanje
- Ostala Evropa
  - beloruščina (Belorusija)
  - istroromunščina (Istra, Hrvaška), 500 govorcev
  - jidiš, 4 milijoni govorcev po svetu
  - krimčaščina  (judeokrimska tatarščina)
  - livonščina (Latvija), 35 govorcev
  - votščina  (Rusija), 50 govorcev
  - udmurtščina (Rusija, avtonomna republika Udmurtija)